# 興中府
興中府，辽朝、金朝时设置的府。
辽朝初年，以唐朝的营州改为霸州，辽兴宗重熙十年（1041年）升霸州置興中府。治所在兴中县（今辽宁省朝阳市）。辖境相当今辽宁朝阳市、朝阳县、北票市大凌河南部地区和小凌河上游一带地区。属中京道。金朝扩大至今朝阳市东北和兴城市。属北京路。蒙古帝国忽必烈至元七年（1270年）降为兴中州。

## 历任知兴中府事
彰武军节度使、霸州刺史
- 韩德凝（984年—985年）
- 耶律信宁（1007年）
- 萧惟忠（1018年）
- 刘慎行（1018年—1019年）
- 萧阿括（1020年）
- 耶律唐古（1023年）
- 萧迪烈（1026年）
- 萧惠（1031年—1033年）

彰武军节度使、知兴中府事
- 耶律仆里笃（1047年）
- 杨皙（1052年）
- 萧高八（1058年）
- 杨皙（1060年—1061年）
- 杨绩（1064年—1065年）
- 张嗣复（1065年—1066年）
- 姚景行（1071年）
- 耶律乙辛（1079年—1081年）
- 梁颖（1086年）
- 赵廷睦（1098年）
- 郑颛（1100年）
- 杨贵忠（1101年）
- 耶律敌禄（1112年—1115年）